# Georges Rivière
Georges Aristide Claude Félix Rivière, más conocido como Georges Rivière o Jorge Rivier (1 de julio de 1924), es un actor de cine francés. Comenzó y desarrolló una extensa carrera en Argentina, y siguió con la misma trabajando a partir de 1958 en Francia, Alemania e Italia. Durante la década de 1960 vivió con Lucile Saint-Simon y en 1970 se alejó de la actividad cinematográfica.

## Filmografía
- Piège blond (1970).... Hugo
- Più tardi Claire, più tardi...  (1968)
- La donnaccia (1965)
- Agente S3S: pasaporte para el infierno (1965).... Profesor Steve Dickson
- La cage de verre (1965).... Claude
- Les chiens dans la nuit (1965).... Giorgos
- Minnesota Clay (1964) …Fox
- Alerte à Orly" (1964) TV mini-series
- Danza macabra (1964).... Alan Foster
- Françoise ou La vie conjugale (1964).... Philippe
- Jean-Marc ou La vie conjugale (1964).... Philippe
- El justiciero rojo (1963).... Max Hunter
- L'accident (1963).... Julien
- Commissaire mène l'enquête (1963).... (episodio Pour qui sonne le... )
- I quattro moschettieri (1963).... D'Artagnan
- Mandrin (1962).... Mandrin
- El día más largo (1962).... Sargento Guy de Montlaur
- Le dernier quart d'heure (1962)
- Le jeu de la vérité (1961).... Bertrand Falaise
- El juicio universal (1961).... Gianni
- Mörderspiel (1961).... Dahlberg
- L'Atlantide (1961).... John
- La Fayette (1961).... Vergennes
- Crimen (1960).... Amante de Eleonora
- Un americano en Toledo (1960).... Arthur
- El paso del Rhin (Le passage du Rhin), de André Cayatte (1960)... Jean
- Die Herrin der Welt - Teil II (1960).... Logan
- Los misterios de Angkor (1960).... Logan
- Normandie - Niémen (1960).... Benoît
- Visa pour l'enfer (1959).... Mario Balducci
- El capitán Jones (1959) Ayuda de cámara ruso
- Asphalte (1959).... Roger
- Houla-houla (1959).... Dr. Gilbert Rousset
- El calavera (1958)
- Cargaison blanche (1958).... Raymond
- Un centavo de mujer (1958)
- Susana y yo (1957).... Arturo Hernán
- Las campanas de Teresa (1957)
- La dama del millón (1956)
- Alejandra (1956)
- Bacará (1955)
- La delatora (1955)
- Pájaros de cristal (1955).... Miguel Legrand - Mitia
- De noche también se duerme (1955)
- Mi marido y mi novio (1955)
- En carne viva (1955)
- Sucedió en Buenos Aires (1954)
- Mujeres casadas (1954)
- El vampiro negro (1953).... Presunto culpable
- Le diable boiteux (1948).... El marqués de la Tour